# بیت مندلی
بیت مندلی (انگلیسی: Beat Mändli؛ زادهٔ ۱ اکتبر ۱۹۶۹) سوارکار پرش اهل سوئیس است.